# Hybolasius crista
Hybolasius crista är en skalbaggsart som först beskrevs av Fabricius 1775.  Hybolasius crista ingår i släktet Hybolasius och familjen långhorningar. Inga underarter finns listade i Catalogue of Life.